# جامعة كليمسون
جامعة كليمسون (بالإنجليزية: Clemson University)‏ هي جامعة عامة وبحثية تقع في مدينة كليمسون بولاية كارولاينا الجنوبية في الولايات المتحدة تأسست عام 1889. جامعة كليمسون ثاني أكبر جامعة في ولاية كارولينا الجنوبية ويبلغ عدد الطلاب الملتحقين في الجامعة إلى أكثر من 21000 طالب، منهم ما يزيد عن 4000 طالب لمرحلة الدراسات العليا.
في عام 2016, صنف تقرير يو إس نيوز آند وورد ريبورت (بالإنجليزية: U.S. News & World Report)‏ السنوي جامعة كليمسون في المرتبة 21 على مستوى الجامعات العامة في الولايات المتحدة وتصنف جامعة كليمسون على أنها من أعلى الجامعات على مستوى الولايات المتحدة في النشاط البحثي.

## إحصائيات
يبلغ عدد طلاب الجامعة 21957 طالب، منهم 4597 طالب دراسات عليا.

## معرض صور

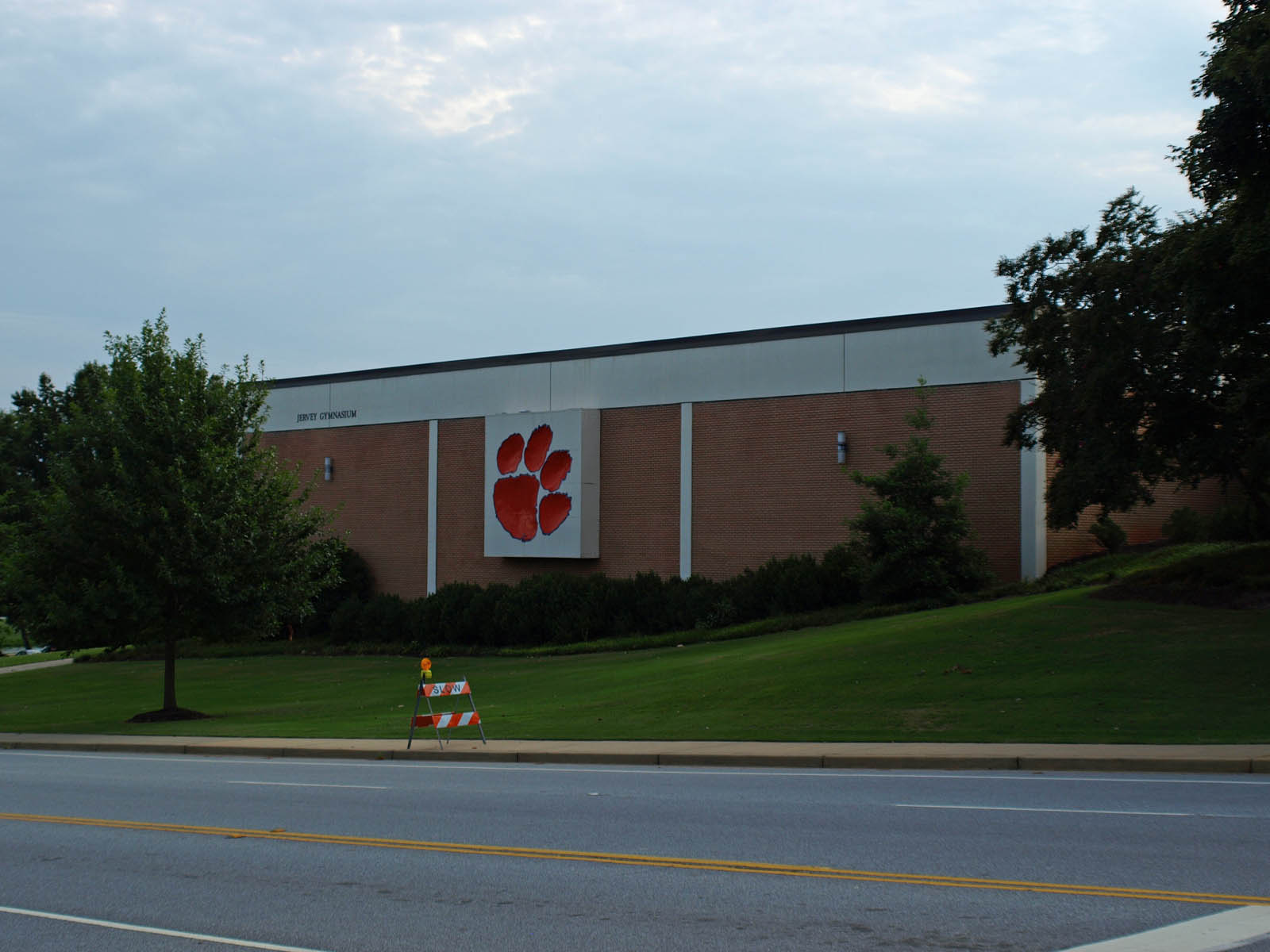
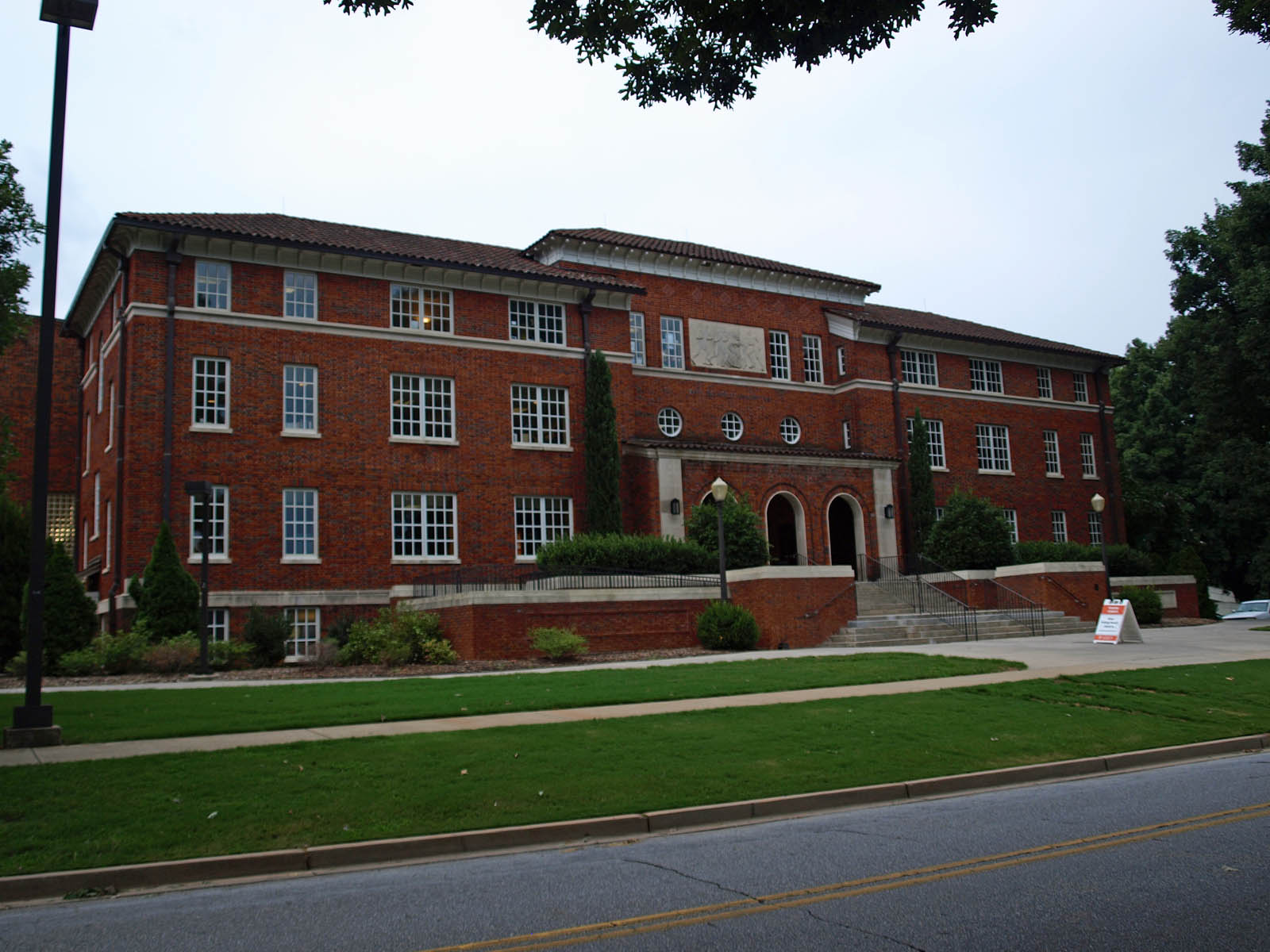
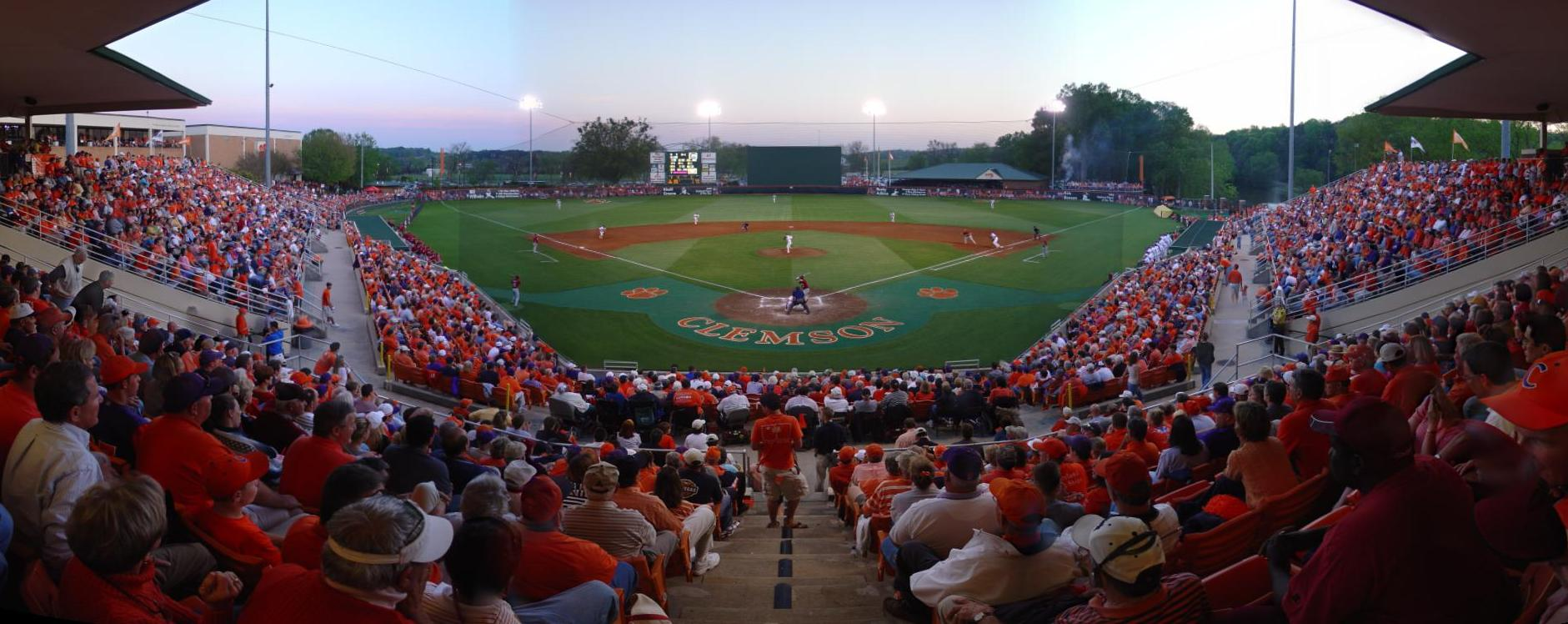
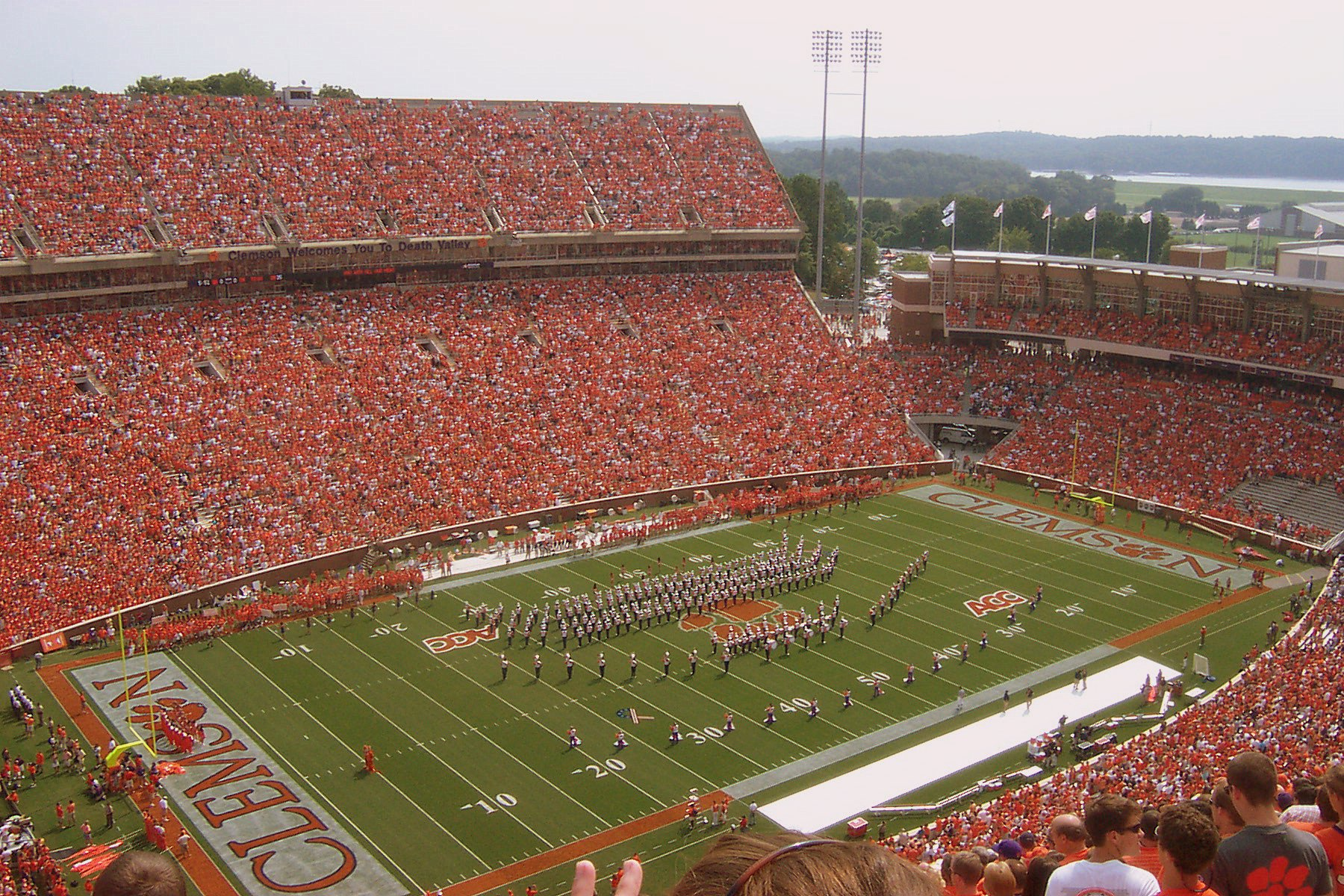
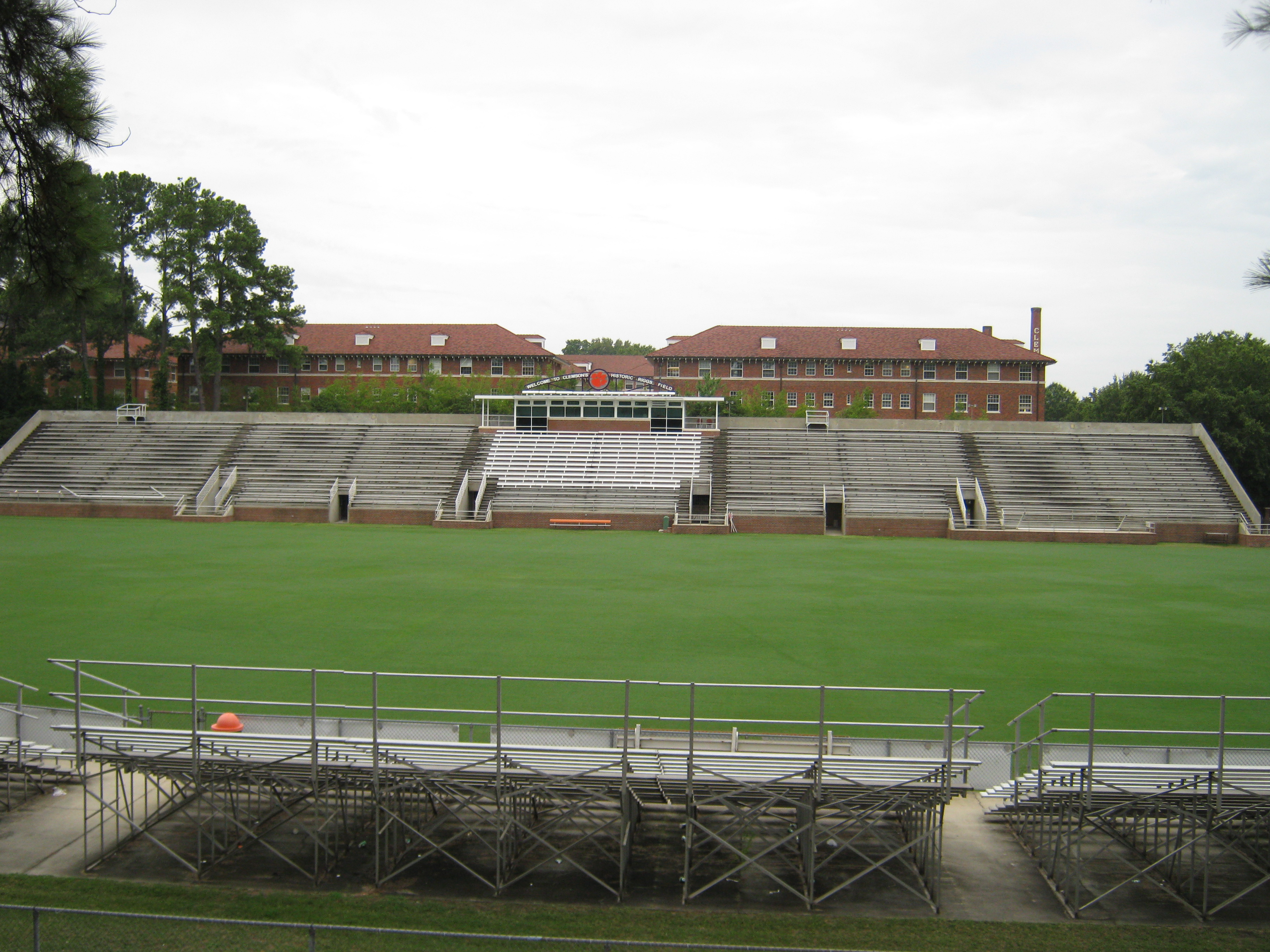

## أبرز الخريجين
- جيمس بيرنز
- ستوارت هولدين
- نانسي اوديل
- أوغوتشي أونييوو
- جيمس ستروم ثورموند
- نيكي هالي
- أوغوتشي أونييوو
- رودلف أندرسون

## وصلات خارجية
- الموقع الرسمي